# Packalpe
Packalpe – pasmo górskie w Alpach Lavantalskich, części Alp Noryckich. Najwyższy szczyt to Ameringkogel (2187 m).
Packalpe graniczy z doliną Lavant i przełęczą Obdacher na zachodzie, rzeką Murą na północy, na północnym wschodzie z Gleinalpe, na południu z przełęczą Packsattel.
Najwyższe szczyty to:
- Ameringkogel (2187 m),
- Speikkogel (1993 m),
- Rappoldkogel (1928 m),
- Hirschegger Alm (1933 m).

Pobliskie schroniska to Salzstieglhaus (1543 m) i Knödelhütte (1410 m).